# Kaćuša (pjesma)
Katjuša (rus.: Катюша) je ruska ratna pjesma o djevojci koja čezne za svojim dragim, koji je na bojišnici. Glazbu je 1938. skladao Matvej Blatner, a tekst je napisao Mihail Isakovskij. Prvi put ju je izvela slavna ruska narodna pjevačica, Lidija Ruslanova. Neki kritičari vjeruju da Katjuša ipak nije Blatnerova skladba, ukazujući na to da se u operi Mavra (1922.) Igora Stravinskog pojavljuje slična glazbena tema koja je kasnije uklopljena u Chanson Russe (1937.)
"Katjuša" je zapravo deminutiv iz dragosti imena Ekaterina (Katarina). U ruskom jeziku mnoga imena imaju takve deminutive (uz nadimke). Na primjer, nadimak imena Natalija je Nataša, a dodatni deminutiv je Natašenka. U slučaju Ekaterine, Katja je nadimak, a deminutiv je Katjuša.
Po ovoj pjesmi ime su dobili i raketni bacači Katjuša BM-8, BM-13 i BM-31, koji je napravila i koristila Crvena armija u Drugom svjetskom ratu.

## Japanska verzija
U skladu sa sovjetskom, postoji još jedna verzija ove pjesme, "Katjušina pjesma" (jap.: カチューシャの歌 = Kachūsha no uta), koja je postala prilično popularna početkom 20. stoljeća u Japanu. Uglazbljena je u pentatoničkoj ljestvici, a prvi put je puštena javno 1914. u Tokiju. Pjesma je bila veliki hit i prodana je ogromnom broju primjeraka. Svirali su je mnogi ulični svirači diljem japanskog carstva. Neki glazbeni povjesničari smatraju ovu pjesmu prvim primjerom moderne japanske popularne glazbe.

## Tekst pjesme
| Ruski: Катюша | Transliteracija: Katjuša | Prijevod: Katjuša | Prijevod (pjevni): Katjuša |
| --- | --- | --- | --- |
| Расцветали яблони и груши, Поплыли туманы над рекой. Выходила на берег Катюша, На высокий берег на крутой. Выходила, песню заводила Про степного, сизого орла, Про того, которого любила, Про того, чьи письма берегла. Ой ты, песня, песенка девичья, Ты лети за ясным солнцем вслед. И бойцу на дальнем пограничье От Катюши передай привет. Пусть он вспомнит девушку простую, Пусть услышит, как она поёт, Пусть он землю бережёт родную, А любовь Катюша сбережёт. | Rascvetali jabloni i gruši, Poplyli tumany nad rekoj. Vyhodila na bereg Katjuša, Na vysokij bereg na krutoj. Vyhodila, pesnju zavodila Pro stepnogo, sizogo orla, Pro togo, kotorogo ljubila, Pro togo, č'i pis'ma beregla. Oj ty, pesnja, pesenka devič'ja, Ty leti za jasnym solncem vsled. I bojcu na dal'nem pogranič'e Ot Katjuši peredaj privet. Pust' on vspomnit devušku prostuju, Pust' uslyšit, kak ona poёt, Pust' on zemlju berežёt rodnuju, A ljubov' Katjuša sberežёt. | Rascvjetale jabuke i kruške, Lebdjele magle nad rijekom. Hodala na obali Katjuša, Na visokoj strmoj obali. Hodala, pjesmu pjevala O stepskom, sinjem orlu, O onome, kojeg voli, O onome, čija pisma čuvala. Oj ti, pjesmo, pjesmice djevojačka, Ti leti za jasnim suncem, I borcu na dalekoj granici Od Katjuše predaj pozdrave. Nek on sjeti se djevojke obične, Nek čuje, kako ona pjeva, Nek on domovinu čuva rodnu, A ljubav Katjuša čuva. | Rascvjetale jabuke i kruške, Rasule se magle nad rijekom. I hodila n'obali Katjuša, Na obali, visokoj i strmoj. Izlazila, pjesmu ona pjevala, O stepskom sinjemu orlu O onom, kojeg je voljela, O onom, čija je pisma čuvala. Oj, ti pjesmo, djevojačka pjesmo Leti ti za jasnim suncem sad I borcu na fronti dalekoj Od Katjuše prenesi pozdrave. Nek se sjeti djevojke obične. Nek posluša pjesmu njenu sad. Neka zemlju čuva on rodnu A Katjuša ljubav čuvat' će. |

## Vanjske poveznice
- Katyusha – Chinese version. Preuzeto 2017.
- wikifonia.org  Arhivirana inačica izvorne stranice od 23. veljače 2010. (Wayback Machine) Notni zapis